# 馬英林
馬 英林（ば えいりん、1965年4月22日 - ）は洗礼名をヨセフといい、中国天主教主教団団長かつ中国天主教愛国会副主席で、河北省天主教神哲学院常務副院長、雲南省天主教愛国会主席、雲南省天主教教務委員会主任、カトリック昆明教区司教、第十期全国人民代表大会代表、中国宗教界和平委員会委員。
カトリック北京教区司教李山、カトリック広州教区司教甘俊邱と並ぶ中国カトリック教会の中心人物である。

## 経歴
1965年4月22日、馬英林は河北省南宮市のカトリック信者の家庭に生まれた。1984年に河北省天主教神哲学院に入学し、1988年に卒業して、選ばれて上海佘山神学校に送られた。1989年8月6日に献県で劉定漢司教により司祭に叙階された後に河北神哲学院教師の任についた。1991年に邢台教区に戻り職務を担当した。1994年5月には邢台教区を司教を代行した。
1998年1月、馬英林は中国天主教主教団事務局長に当選し、1999年10月には中国天主教神哲学院副院長を兼任した。2003年1月には河北省天主教神哲学院院長も兼任した。2004年7月に中国天主教愛国会副主席に当選した。2004年、雲南省の“両会”と昆明教区で働いた。2005年1月、雲南省天主教第三次代表会議で雲南天主教愛国会主席に当選した。
2006年1月12日、雲南省天主教昆明教区の全体の神父、修道女と信徒代表の推薦と選挙で、満場一致でカトリック昆明教区司教に当選した。2006年4月30日、昆明北京路のイエズスの聖心教会（元の名前はテレジア教会）で司教叙階式が行われたが、司教叙階はバチカンの教皇庁の認可を得ていなかった。この司教叙階の時期はバチカンと中華人民共和国の外交が進展している段階に当たっていたため、この事件はかなり人々の注目を引いた。2006年5月4日、バチカンの広報部は彼が教皇の許可無く司教叙階を受けたために自動的に破門となったことを宣言した。
2010年12月9日には教皇庁に反対される中で開会した中国天主教第八次全国代表会議で、中国天主教主教団団長に選出された。報導によれば、馬英林は教皇との一致を得ていないばかりか、教皇庁の認可を得ていない司教である。そして、バチカン広報部は、一人の非合法な司教が主教団の団長となる任命を受け入れられないという声明を出した。